# Edin Karamazov
Edin Karamazov (Zenica, 1965.) bosanskohercegovački je glazbenik, jedan od najpoznatijih europskih svirača lutnje i klasične gitare. Živi u Zagrebu.
Karamazov je studirao sviranje lutnje kod Smitha Hopkinsona na glazbenoj akademiji Schola Cantorum Basiliensis u Baselu, koja se specijalizirala za ranu glazbu. Nastupa zajedno s ansamblima kao što su: Hesperion, L'Arpeggiata, Hilliard Ensemble, Mala Punica, Orpheus Chamber Orchestra kao i s umjetnicima kao što su: Andreas Scholl, Maria-Cristina Kiehr, Arianna Savall i Sting. U suradnji sa Stingom snimio je album klasične glazbe "Songs from the Labyrinth", 2006. godine, koji je postigao veliki uspjeh na ljestvicama.